# Niels Pfläging
Niels Pfläging

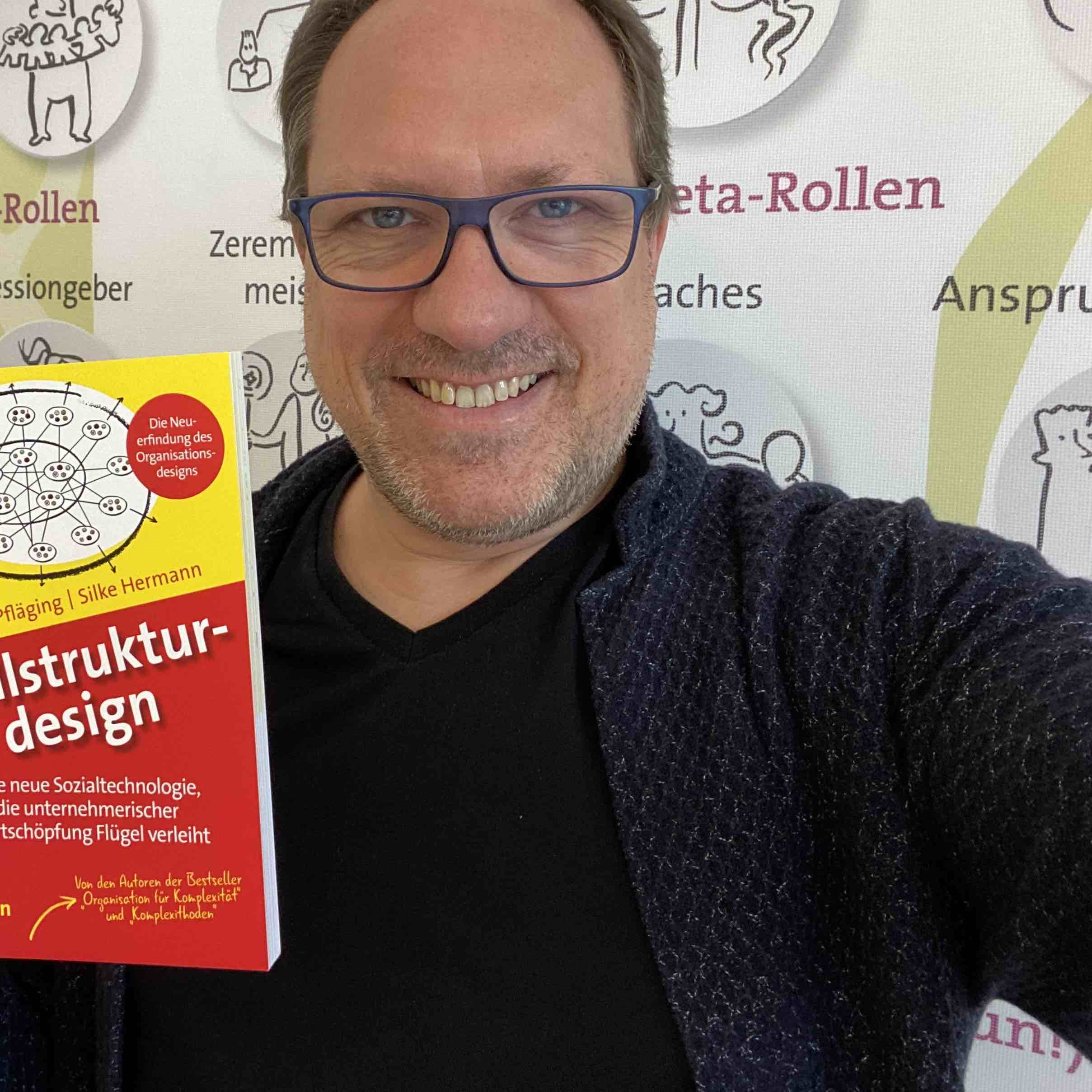
Niels Pfläging (2020)

ist ein deutscher Autor von Wirtschaftsfachbüchern.

## Leben
Niels Pfläging arbeitete zunächst als Controller.
Von 2003 bis 2008 war er Direktor des Think Tanks Beyond Budgeting Round Table (BBRT).
Gleichzeitig veröffentlichte er ein deutschsprachiges Fachbuch zum Beyond-Budgeting-Modell. 
Pflägings Bücher wurden mehrfach ausgezeichnet. Sein erstes Buch Beyond Budgeting, Better Budgeting wurde in das Kompendium Die 100 besten Wirtschaftsbücher aller Zeiten aufgenommen. Sein erstes Buch zum Thema Führung, Führen mit flexiblen Zielen, wurde 2006 von Financial Times Deutschland und getAbstract mit dem getAbstract International Book Award in der Kategorie Leadership ausgezeichnet. Die 12 neuen Gesetze der Führung wurde 2009 vom Hamburger Abendblatt in die Top Ten der Bücher des Jahres aufgenommen.

## Monographien
- Beyond Budgeting, Better Budgeting. Ohne feste Budgets zielorientiert führen und erfolgreich steuern. Haufe, Freiburg 2003, ISBN 3-448-05643-X.
- Führen mit flexiblen Zielen. Beyond Budgeting in der Praxis. Campus, Frankfurt am Main 2006, ISBN 3-593-37918-X.
- Die 12 neuen Gesetze der Führung. Der Kodex: Warum Management verzichtbar ist. Campus, Frankfurt am Main 2009, ISBN 978-3-59338-998-1.
- Führen mit flexiblen Zielen. Praxisbuch für mehr Erfolg im Wettbewerb. Campus, Frankfurt am Main 2011, ISBN 978-3-59338-823-6.
- Organisation für Komplexität: Wie Arbeit wieder lebendig wird – und Höchstleistung entsteht. Redline, München 2014, ISBN 978-3-86881-570-2.
- mit Silke Hermann: Komplexithoden: Clevere Wege zur (Wieder)Belebung von Unternehmen und Arbeit in Komplexität, Redline, München 2015, ISBN 978-3-86881-586-3.
- mit Silke Hermann: Unkompliziert durchs Jahr. Der Organizer für den Job 2017, Redline, München 2018, ISBN 978-3-86881-643-3.
- mit Silke Hermann: OpenSpace Beta. Das Handbuch für organisationale Transformation in nur 90 Tagen, Vahlen, München 2020, ISBN 978-3-80066-054-4.
- mit Silke Hermann: Zellstrukturdesign. Eine neue Sozialtechnologie, die unternehmerischer Wertschöpfung Flügel verleiht, Vahlen, München 2020, ISBN 978-3-80066-241-8.
- mit Ernst Weichselbaum: In jedem Unternehmen steckt ein besseres. Zeitorientierte Betriebswirtschaft mit dem Weichselbaum-System, Vahlen, München 2020, ISBN 978-3-80066-358-3.
- What would Deming do? Nurture great organizations and societies guided by W. Edwards Deming's best quotes, BetaCodex Press, Wiesbaden 2023, ISBN 978-3-94847-120-0